# غريفيث إيفانز
غريفيث إيفانز (بالإنجليزية: Griffith Evans)‏ هو سياسي أسترالي، ولد في 22 مارس 1869 في واجا واجا في أستراليا، وتوفي في 16 أغسطس 1943 في West Wyalong ‏ في أستراليا. نشط حزبياً في الحزب الوطني الأسترالي. وقد انتخب عضو الجمعية التشريعية لنيو ساوث ويلز.